# اتخاذ (صرف)
الاتخاذ عند أصحاب التصريف جعل الفاعل المفعول أصل الفعل، نحو توسدت التراب أي أخذته وسادة.

## وصلات خارجية
- مسعد زياد. الوجيز في الصرف. الفصل الثاني: المجرد والمزيد من الأفعال